# HKC Haarlem
Haarlemse Korfbalclub Haarlem, kortweg Haarlem, is de oudste en grootste korfbalvereniging in Haarlem.

## Geschiedenis
De club is opgericht op 7 mei 1914.
Haarlem maakt samen met korfbalvereniging Rapid gebruik van het Korfbalcentrum Kleverlaan.
Wedstrijden worden gespeeld binnen het KNKV-district Noord-West. 

## Teams
Haarlem heeft in het seizoen 2023/2024 16 teams (4 senioren- 1 recreanten- en 11 jeugdteams).